# Noyelles-en-Chaussée
Noyelles-en-Chaussée település Franciaországban, Somme megyében. Lakosainak száma 243 fő (2022. január 1.). Noyelles-en-Chaussée Yvrench, Yvrencheux, Brailly-Cornehotte, Gapennes, Gueschart és Maison-Ponthieu községekkel határos.

## Népesség
A település népességének változása:
| Lakosok száma | 258  | 248  | 250  | 243  | 240  | 241  | 242  | 244  | 243  |
|               | 2013 | 2015 | 2016 | 2017 | 2018 | 2019 | 2020 | 2021 | 2022 |